# Владимир Лазовић
Владимир Лазовић (рођен 1954. године у Београду) српски је писац научне фантастике и фантазије. По занимању је електроинжењер.
Фантастику пише од својих двадесетих, мењајући поджанрове — од алтернативне историје, преко словенске фантастике, до киберпанка.
Председник је Друштва љубитеља фантастике „Лазар Комарчић“ од 2004–2008. године.

## Награде и признања
- Награда „Лазар Комарчић“ за најбољу домаћу новелу објављену 1987. („Соколар“)
- Награда „Сфера“ за најбољу домаћу новелу објављену 1987. („Соколар“)
- Награда „Лазар Комарчић“ за најбољу домаћу новелу објављену 1994. („Преко дуге“)
- Награда „Лазар Комарчић“ за најбољу домаћу новелу објављену 2003. („Бели витез“), коауторски са Владимиром Весовићем